# Lennart Bodström
Ture Lennart Bodström (* 20. April 1928 in Göteborg; † 30. April 2015 in Stockholm) war ein schwedischer Politiker der Schwedischen Sozialdemokratischen Arbeiterpartei SAP (Sveriges socialdemokratiska arbetareparti), der unter anderem zwischen 1982 und 1985 in der Regierung Palme II Außenminister sowie in dieser Regierung und in der Regierung Carlsson I von 1985 bis 1989 Bildungsminister war. Er war daraufhin zwischen 1989 und 1993 Botschafter in Norwegen.

## Leben
Ture Lennart Bodström, Sohn des Typografen Ture Bodström und Elsa Dunér, begann nach dem Abitur (Studentexamen) ein Studium der Politikwissenschaften an der Universität Göteborg, welches er 1953 mit einem Politices magister beendete. Er war 1959 Vorsitzender der Schwedischen Vereinigten Studentenverbindungen SFS (Sveriges förenade studentkårer) und absolvierte zudem ein postgraduales Studium an der Universität Uppsala, das er 1961 mit einem Filosofie licentiat abschloss. Im Anschluss war er zwischen 1961 und 1963 Lektor an der Fakultät für Politikwissenschaft der Universität Uppsala und wechselte 1964 zur Zentralorganisation der Angestellten-TCO (Tjänstemännens Centralorganisation), dem Gewerkschaftsdachverband für Angestellte. Er war zunächst von 1964 bis 1966 Sekretär für Untersuchungen, daraufhin zwischen 1966 und 1970 stellvertretender Direktor sowie zuletzt als Nachfolger von Otto Nordenskiöld von 1970 bis zu seiner Ablösung durch Björn Rosengren 1982 Vorsitzender der TCO.
Als Vorsitzender der TCO war Bodström zwischen 1964 und 1970 Vorstandsmitglied der Centrala studiestödsnämnden (CSN), eine 1964 gegründete staatliche Behörde, die die staatliche ökonomische Unterstützung von Schülern und Studenten verwaltet. Des Weiteren war er von 1970 bis 1982 Vorstandsmitglied der Arbeitsagentur AMS (Arbetsmarknadsstyrelsen) sowie der RESO AB, eine Reisebürokette, Hotelgruppe und Reiseveranstalter, die im Besitz der Volksbewegungen war, unter anderem des Genossenschaftsbundes KF (Kooperativa förbundet) und der Arbeiterbildungsbundes ABF (Arbetarnas Bildningsförbund). Ferner war er zwischen 1970 und 1982 Mitglied der Beratungskommission der Europäischen Freihandelsassoziation (EFTA) sowie von 1970 bis 1976 Vorstandsmitglied der Universitetskanslersämbetet (UKÄ), die staatliche Aufsichtsbehörde für Hochschulen und Universitäten in Schweden. Daneben fungierte er zwischen 1972 und 1982 als Vorstandsmitglied des Dachverbandes der Nordischen Gewerkschaften NFS (Nordens Fackliga Samorganisation) sowie von 1973 bis 1982 Vorstandsmitglied des Europäischen Gewerkschaftsbundes (EGB). Darüber hinaus war er zwischen 1976 und 1982 Vorstandsmitglied des staatlichen Pensionsfonds 3 AP-fonden sowie des Sparkassenverbandes (Svenska sparbanksföreningen) und ferner von 1980 bis 1982 noch Vorsitzender der Gewerkschaftlichen Beratungskommission der Organisation für wirtschaftliche Zusammenarbeit und Entwicklung (OECD).
Am 8. Oktober 1982 wurde Lennart Bodström als Außenminister (Statsråd och Utrikesminister) in die Regierung Palme II berufen und bekleidete dieses Ministeramt bis zum 17. Oktober 1985, woraufhin Sten Andersson seine Nachfolge antrat. Im Zuge der Kabinettsumbildung vom 17. Oktober 1985 übernahm er wiederum von Lena Hjelm-Wallén den Posten als Bildungsminister (Statsråd och Utbildningsminister) und hatte dieses Ministeramt vom 13. März 1986 bis zu seiner Ablösung durch Bengt Göransson am 26. Januar 1989 auch in der Regierung Carlsson I inne. Während seiner Ministerzeit war er zwischen 1983 und 1989 zudem Vorsitzender der SAP-Kommission für den öffentlichen Dienst (Centrala tjänstemän kommissionen) und arbeitete an verschiedenen Untersuchungen zu sozial-, arbeitsmarkt- und bildungspolitischen Fragestellungen mit. Nach seinem Ausscheiden aus der Regierung löste er Axel Edelstam als Botschafter in Norwegen mit Amtssitz in Oslo ab und bekleidete dieses diplomatische Amt bis 1993, woraufhin Kjell Anneling seine dortige Nachfolge antrat.
Lennart Bodström heiratete 1957 Vanja Rundgren (* 1927), Tochter von Direktor Sven Rundgren und Ruth Enander. Aus dieser Ehe gingen die drei Kinder Cecilia Bodström (* 1958), Thomas Bodström (* 1962) und Anders Bodström (* 1964) hervor. Cecilia Bodström ist als Journalistin und Rundfunkmoderatorin tätig, während Thomas Bodström ebenfalls Politiker der SAP ist, Mitglied des Reichstages und unter anderem zwischen 2000 und 2006 Justizminister war.

## Veröffentlichung
- Näringslivets folk i Riksdagen. Politiskt intresse, ett företagarintresse, („Geschäftsleute im Reichstag. Politisches Interesse, ein geschäftliches Interesse“), Mitautor Folke Petrén, 1956
- Mitt i stormen, („Mitten im Sturm“), 2000

## Hintergrundliteratur
- Gustaf Olivecrona: Parterna. Samtal med Gunnar Nilsson, Lennart Bodström och Olof Ljunggren, („Die Parteien. Gespräch mit Gunnar Nilsson, Lennart Bodström und Olof Ljunggren“), 1978